# Crassispira coracina
Crassispira coracina é uma espécie de gastrópode do gênero Crassispira, pertencente à família Pseudomelatomidae.